# Molophilus pectiniferus
Molophilus pectiniferus är en tvåvingeart som beskrevs av Alexander 1952. Molophilus pectiniferus ingår i släktet Molophilus och familjen småharkrankar. Inga underarter finns listade i Catalogue of Life.